# Березовский, Виктор Борисович
Виктор Борисович Березовский (род. 18 ноября 1951, Черкассы, Киевская область) — оператор-постановщик Одесской киностудии, член Союза кинематографистов СССР, член Национального союза кинематографистов Украины.

## Биография
Виктор Борисович Березовский, родился 18 ноября 1951 года в Черкассах (УССР). Изучал операторское мастерство в Киевском национальном университете театра, кино и телевидения имени И. К. Карпенко-Карого. В 80-х годах работал оператором-постановщиком на Одесской киностудии.
В 1990—1993 годах участвовал в экспедициях на диере «Ивлия» в качестве кинооператора и фотографа. По результатам экспедиций в 2015 году вышел фотоальбом Виктора Березовского.
В 1999—2001 годах в качестве штатного кинооператора и фотографа участвовал в строительстве и экспедициях на реплике финикийского торгового корабля Мелькарт. По итогом путешествий в Испании была организована фотовыставка. С 2003 года Виктор Березовский живёт и работает в Испании. Его фотоработы хранятся в частных коллекциях, а также в музее изящных искусств города Овьедо.

## Фильмография
- 1971 «Золотые литавры» — советский художественный фильм, по мотивам новеллы Олеся Гончара «Подсолнухи». Режиссёр-постановщик Виктор Стороженко. Виктор Березовский — ассистент оператора.
- 1979 «Камертон[1]» — советский двухсерийный телевизионный художественный фильм о проблемах воспитания подростков в семье и школе. Режиссёр-постановщик Виллен Новак.
- 1980 «Что там за поворотом?» — советский двухсерийный телевизионный художественный фильм режиссёра Марка Толмачёва. Сюжет картины: школьник, едет в деревню, где в годы Великой Отечественной войны в бою погиб его дед. В деревне мальчик находит друзей. Ребята решают тайно, своими силами, строить памятник погибшим воинам. Постепенно их работа перестает быть тайной, и односельчане присоединяются к строительству памятника.
- 1981 «Ожидание[2]» — детский двухсерийный телевизионный фильм, снятый режиссёром Радомиром Василевским на Одесской киностудии по одноимённой повести писателя и киносценариста Радия Погодина. В фильме дебютировала 13-летняя Лида Вележева.
- 1982 «4:0 в пользу Танечки[3]» — детский комедийный художественный фильм, о проблемах семьи и школы, снятый режиссёром Радомиром Василевским на Одесской киностудии. В главных ролях: Наталья Флоренская, Андрей Мягков, Светлана Немоляева, Евгения Ханаева, Юрий Васильев.
- 1983 «Комбаты»[4] — двухсерийная киноповесть о нелёгкой службе в танковых войсках. Режиссёр-постановщик Вячеслав Колегаев, в главных ролях Евгений Меньшов, Тимофей Спивак, Людмила Нильская, Александр Немченко.
- 1984 «Лучшие годы»[5] — художественный фильм, социальная драма, снятая режиссёром Сергеем Линковым на Одесской киностудии. Сюжет картины: четверо друзей, выпускники кораблестроительного института, со школьных лет мечтавшие строить корабли, приходят на судостроительный завод. Однако не все из них выдерживают испытания на поприще рядовых мастеров.
- 1986 «На благо народа» — документальный фильм режиссёра Михаила Терещенко.
- 1988—1991 «Зона комфорта» — полнометражный документальный фильм. Режиссёр-постановщик Марк Толмачёв. Фильм рассказывает о техногенной катастрофе на четвёртом блоке ЧАЭС, а также о городе Славутич, в строительстве которого участвовали 8 союзных республик.
- 1990—1993 — кинооператор и фотограф международных комплексных экспедиций[6] на биреме Ивлия[7].
- 1990 «Карстовые пещеры Крыма» — полнометражный документальный фильм. Режиссёр Александр Игишев. Фильм рассказывает об уникальных пещерах Кизил-Коба и Мраморная, об экзотических красотах подземного царства горного массива Чатыр-Даг.
- 1991 «Многоцветная Одесса» — полнометражный документальный фильм. Режиссёр Александр Игишев.
- 1995 «Золотое дитя» — документальный фильм о создании памятника, выдающегося скульптора Эрнста Неизвестного — Золотое дитя и о самом авторе. Режиссёр-постановщик Вячеслав Колегаев.
- 1997 «Налоговая полиция России» — документальный фильм о службе в налоговых органах России. Режиссёр-постановщик Валерий Федосов.
- 1998 «Путешествие в прошлое» — полнометражный документальный фильм о путешествиях на копии древнегреческой биремы Ивлия, по следам античных мореплавателей. Режиссёр Игорь Мельник.
- 1999 «Группа А — Набат» полнометражный документальный фильм о легендарной группе Альфа. Режиссёр Валерий Федосов.
- 2002 «Мелкарт. Путешествие в прошлое» — полнометражный документальный фильм о воссоздании финикийского торгового корабля Мелькарт и путешествии на нём в Атлантике маршрутами древних торговцев оловом и медью от берегов Бретани к Гибралтарскому проливу. Режиссёр-постановщик Игорь Мельник.
- 2012 «Эвора» — короткометражный художественный фильм. Режиссёр Марк Островски. Фильм рассказывает о небольшом старинном городке на юге Португалии.

## Галерея
- Путешествие на Ивлии. Канал дю Миди, Франция 1992 год.
- Ассистент оператора Виктор Березовский. Съёмки фильма "Золотые литавры". Черкасская область, 1971 год.
- Первое шаги в кино, 1972 год. Киев кинофакультет Киевского национального университета театра, кино и телевидения имени И. К. Карпенко-Карого.
- Съёмочная площадка х/ф "4-0 в пользу Танечки".
- Киноплёнка засвечивается от радиационного фона. Виктор Березовский ведёт съёмку на Чернобльской АЭС.
- Иногда оператору нужны ботфорты.
- Съёмочная площадка х/ф "Комбаты".
- Съёмки х/ф "4:0 в пользу Танечки". Слева на право: Радомир Василевский, Виктор Березовский, Андрей Мягков.
- За кормой замок Иф, бирема Ивлия, Франция 1992 год.
- Съёмка д/ф о плавании копии финикийского торгового судна Мелькарт. Бискайский залив 2001 год.
- Съёмки д/ф посвящённого 25-летию группы "Альфа". Красная Поляна, 1999 год.
- Кинооператор Виктор Березовский на съёмках д/ф "Золотое дитя". Одесса 1995 год.